# Rio Haju
O Rio Haju é um rio da Romênia, afluente do Bistriţa, localizado no distrito de Suceava.